# 南湖公园 (商丘)
南湖公园，是河南省商丘市一个著名的旅游景点，它位于商丘市區南部，隶属睢阳区。南湖公园里坐落着众多历史古迹，著名的有应天书院、文雅台、张巡祠、壮悔堂、侯方域故居等，其中应天书院是北宋时期全国威名的四大书院之首。这些著名古迹都给商丘这座历史古城增添了深厚的文化底蕴。
。

## 外部連結
- 商丘古城南湖公园简介

]]